# Niets Te Melden
Niets Te Melden is een Vlaamse comedyreeks geregisseerd door Jeroen Dumoulein. De zesdelige reeks werd gemaakt door Eyeworks en is sinds 12 oktober 2020 te zien op Streamz. "Niets Te Melden" is een adaptatie van het Australische "No Activity" en er bestaat ook een Nederlandse versie onder de naam "Niks te melden".
In de reeks, waar onder andere Koen De Bouw, Charlotte Timmers en Jonas Van Geel hun opwachting maken, worden twee mannelijke politie-agenten gevolgd tijdens een nachtelijke observatie-opdracht, twee dispatch-agentes en twee drugshandelaars (die worden geobserveerd door de politie). Omdat er "niets te melden" is aan de dispatch ontstaan er allerlei gesprekken die alle kanten opgaan en een grappige ondertoon hebben. De reeks draait volledig rond deze zes vaste rollen, aangevuld met een aantal gastpersonages.

## Verhaal
In containers gevuld met koffiebonen, smokkelt een belangrijk Antwerps drugskartel tonnen drugs het land binnen. De recherche van patrouille 74 is hen op het spoor en houdt hen nauwlettend in de gaten.
Maar de criminelen van dienst, zorgen ervoor dat er door de twee inspecteurs absoluut niets te melden is aan de centrale dispatch. Hierdoor ontstaan er op de drie locaties (de politiewagen, de centrale dispatch en de schuilplaats) grappige gesprekken die alle kanten opgaan. Ze hebben het over hun leven en hun werk, hun families en liefde, over hun geheimen, hun dromen en hun angsten.

## Rolverdeling
| Acteur                 | Personage  |
| ---------------------- | ---------- |
| Koen De Bouw           | Staes      |
| Jonas Van Geel         | Hendriks   |
| Wim Willaert           | Bob        |
| Robrecht Vanden Thoren | Bill       |
| Barbara Sarafian       | Carine     |
| Charlotte Timmers      | Anke       |
| Kevin Janssens         | Glenn      |
| Lukas Lelie            | Tim        |
| Theo Maassen           | Bakker     |
| Liesa Naert            | Tanya      |
| Mieke De Groote        | magistraat |
| Milan De Raes          | Liam       |